# Edi Dreschl
Edi Dreschl (1974) è un ex sciatore alpino austriaco.

## Biografia
Dreschl debuttò in campo internazionale ai Mondiali juniores di Monte Campione/Colere 1993; in Coppa Europa conquistò l'ultimo podio il 18 dicembre 1996 a Haus in discesa libera (2º) e prese per l'ultima volta il via il 21 dicembre 1998 ad Altenmarkt-Zauchensee in supergigante, senza completare la prova. Si ritirò al termine della stagione 1998-1999 e la sua ultima gara fu un supergigante FIS disputato il 3 marzo a Radstadt; non debuttò in Coppa del Mondo né prese parte a rassegne olimpiche o iridate.

## Palmarès

### Coppa Europa
- 2 podi (dati dalla stagione 1994-1995):
  - 1 secondo posto
  - 1 terzo posto